# ジェルミナール (小説)
『ジェルミナール』（Germinal ）は、エミール・ゾラの20巻から成る『ルーゴン・マッカール叢書』の第13巻に当たる小説である。1885年刊。
1860年代・北フランスにおける炭鉱労働者のストライキを妥協なく現実的に描き出した小説であり、ゾラの傑作としてだけでなく、フランス小説史上も最も優れた作品の一つにも数えられている。世界100か国以上で翻訳・刊行されているほか、この作品に基づいて5本の映画及び2本のテレビ番組も制作された。
「ジェルミナール」という題名は、フランス革命暦の第7月に当たる芽月を意味し、季節としては春である。この月名は「種」を意味するラテン語のGermenに由来し、本作品は炭鉱労働者に芽生える、より良い未来への希望を描く。
本作品は、1884年4月から1885年1月までの間に執筆された。1884年11月から1885年2月にかけて『ジル・ブラス(Gil Blas)』誌に連載され、1885年3月に書籍として刊行された。

## あらすじ

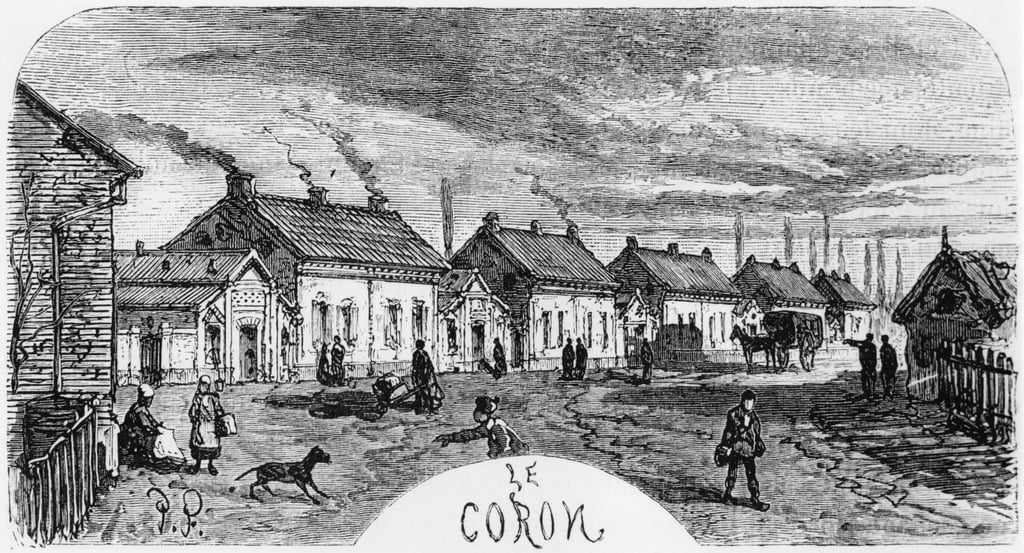
モンスーの炭鉱住宅

主人公エティエンヌ・ランティエは、『居酒屋』（1877年）にも登場した人物である。また、当初、ゾラは『獣人』（1890年）の主人公としても登場させようと思っていたが、『ジェルミナール』が予想以上の高評価を得たことにより、思いとどまった。

### 第1部
若い移住労働者エティエンヌが、北フランスの寂れた炭坑街モンスー (Montsou) に職を求めてやってくる。彼は前に働いていた鉄道の仕事を上司と喧嘩してやめさせられたが、知り合った熟練の炭坑夫ボンヌモールが、泊まる場所と、炭坑で台車を押す仕事を探してきてくれた。
エティエンヌは仕事熱心な理想家として、また世間知らずな若者として描かれている。ゾラの遺伝理論の現れとして、彼はマッカール家の祖先から、短気で酒を飲んだり感情を刺激されたりすると怒りを爆発させやすい性格を受け継いでいる。
彼は社会主義的な考え方を抱いており、多くの労働者階級文学を読んでいた。また、ロシアのアナキストで同様にモンスーに職を求めて来た政治亡命者のスヴァーリンとも交友関係を結ぶ。エティエンヌの社会主義に対する単純な考え方は、シリーズ第1作『ルーゴン家の誕生』（1871年）の反抗者シルヴェールを想起させる。
その一方で、エティエンヌは、自分と同じく炭坑の台車押しに雇われている、マユの娘カトリーヌに惹かれる。そして彼女とその粗野な恋人シャヴァルとの関係に巻き込まれていく。

### 第2部
炭坑労働者らの複雑な人間関係が生まれる背景には、苛酷な貧困と抑圧があった。
炭鉱の株主グレゴワール家と労働者マユ家の生活が対比される。

### 第3部
彼らの労働条件・生活条件は、物語が進むにつれて悪化の一途をたどり、ついにストライキの決断に至る。

### 第4部
今や政治的理想主義者として仲間から一目置かれる存在となったエティエンヌは、労働運動の指導者となっていた。アナキストのスヴァーリンは実力行使に出ることを説くが、労働者らとその家族は自制を続ける。しかし、彼らの貧困が破滅的になると、ついにストライキに立ち上がる。

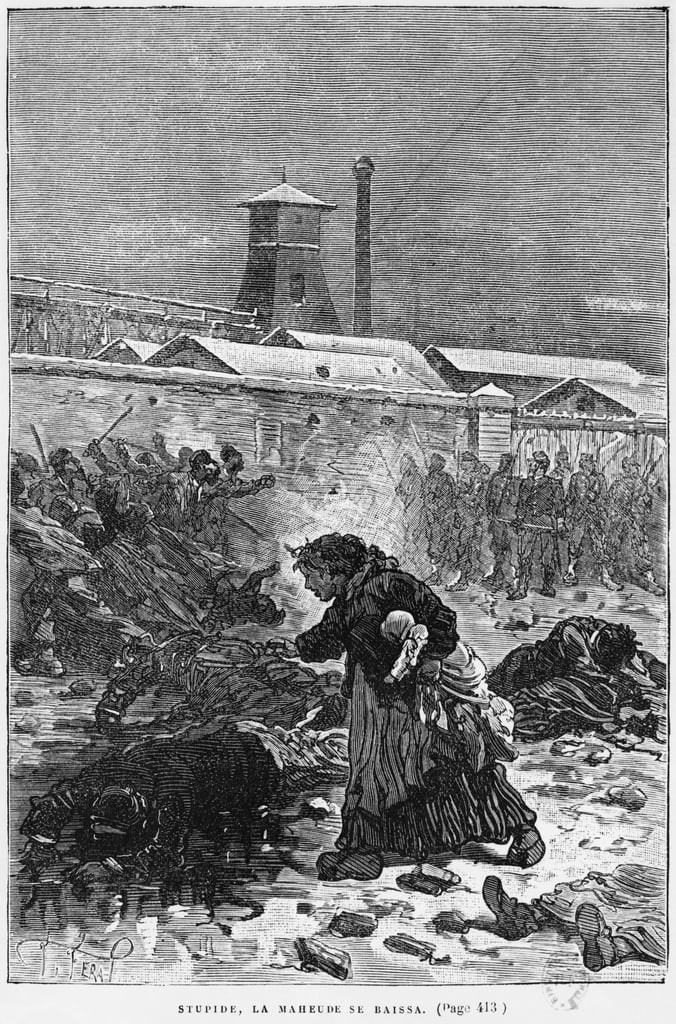
倒れたマユに駆け寄る妻

### 第5部
労働者集団は暴徒化。支配人エンヌボーの家を囲む。商店を破壊し、商店主が死ぬ。憲兵が来て解散。

### 第6部
鉱山は代替の労働力としてベルギー人を雇う。兵隊が鉱山を警備する。ストライキ中の労働者と警備兵の衝突。マユら14人が死ぬ。

### 第7部
幻滅した炭鉱夫らは仕事に復帰し、ストライキの失敗についてエティエンヌをなじる。ところがその時、スヴァーリンが坑口を破壊したため、エティエンヌ、カトリーヌ、シャヴァルは坑内に閉じ込められてしまう。彼らが救助を待つ間の長いドラマは、ゾラの描写の中でも白眉とされている。そして小説は劇的な結末を迎える。エティエンヌは最後には救助され、解雇されるが、パリで生きることを決意する。

## 登場人物
エティエンヌ・ランティエ（エチエンヌ・ランチエ）
主人公。『居酒屋』の主人公ジェルヴェーズの息子。21歳。ヴォルー坑の新入り労働者。ストライキを指揮する。

マユ家
- マユ　　　　42歳？副主人公。マユ家の当主。ヴォルー坑の労働者で、労働者一般を代表。エチエンヌの採用を監督頭に進言する。
- マユの妻　　39歳
- ザカリ　　　マユの長男、21歳。ヴォルー坑の労働者。
- カトリーヌ　マユの長女、15歳。ヴォルー坑の労働者。エチエンヌに好意をよせるが、シャバルの情婦になる。
- ジャンラン　マユの次男、11歳。ヴォルー坑の労働者。落盤事故で両下肢を骨折し、窃盗稼業になる。騒乱後にエチエンヌをかくまう。
- アルジール　マユの娘、9歳、障害を持っている
- レノール　　マユの娘、6歳
- アンリ　　　マユの息子、4歳
- エステル　　マユの娘、3か月
- ボンヌモール（ヴァンサン）　マユの父。ヴォルー坑の元労働者。今は馬方。
- ギヨーム　　ボンヌモールの祖父、彼が15歳で見つけた炭層はギヨーム層とよばれた
- ニコラ（ルージュ）　ボンヌモールの父、落盤事故で40歳で死亡

ルヴァク家
- ルヴァク　　　マユ家の隣人
- フィロメーヌ　ルヴァクの姉娘、19歳、ザカリの愛人、
- ベベール　　　ルヴァクの息子、12歳
- アシール　　　フィロメーヌの長男、3歳
- デジレ　　　　フィロメーヌの子、9か月
- ルヴァクの妻
- ルイ・ブートルー　ルヴァク家の下宿人、35歳

ピエロン家
- ピエロン　　　　マユ家の隣人
- ピエロンの妻　　ピエロンの再婚した妻、28歳
- リディ　　　　　ピエロンの娘（ピエロンの連れ子）、10歳
- ブリュレ婆さん　ピエロンの妻の母親

ムーク家
- ムークおやじ　　50歳、馬丁
- ムーケ　　　　　ムークの息子
- ムーケット　　　ムークの娘、ムーケの妹、18歳

シャバル
25歳。パ・ド・カレ県からやって来た。ヴォルー坑の労働者。エチエンヌの敵役。カトリーヌの情夫になり、ヴォルー坑からジャン・バール抗に移る。
ラスヌール
38歳くらい。かつてモンスー炭鉱労働者のリーダー格だったが、解雇された。ヴォルー坑の真向かいに酒場「アヴァンタージュ軒」を開く。二階を間貸ししている。穏健派。
グレゴワール家
- レオン　　　地主、モンスー炭鉱会社の株主のひとり、60歳
- レオンの妻　58歳
- セシール　　レオンの娘、18歳
- オレノ　　　レオンの曽祖父
- ウージェーヌ　レオンの祖父
- フェリシアン　レオンの父
- オノリーヌ　　小間使い、20歳、子供のころにグレゴワール家に引き取られる。
- フランシス　　御者、荒仕事を引きうけている。
- メラニー　　　料理女、30年前から勤める老女。
- 庭師とその妻　野菜、果物、花と鶏小屋の世話をしている。

ドヌーラン家
- ドヌーラン　グレゴワール氏の従弟。50歳を超える。ヴァンダーム鉱山ジャン・バール坑の所有者。ストライキのあおりを受け、鉱山をモンスー炭鉱会社に売らざるをえなくなる。
- リュシー　　22歳。ドヌーランの娘
- ジャンヌ　　19歳。ドヌーランの娘

エンヌボー家
- エンヌボー　モンスー炭鉱会社の支配人。孤児で技師
- 妻　　　　　22歳。富裕な製紙工場主の娘だった。ぜいたくで好色、子はいない。

ポール・ネグレル
26歳。エンヌボーの甥。炭鉱技師。最終部での炭鉱の崩落事件の際、生存者がいる前提で救出計画を立てる。
ダンセール
ヴォルー坑の監督頭。ベルギー人。
プリュシャール
かつてのエチエンヌの職場の上司。社会主義者。ロンドンの国際労働者協会(インターナショナル)とつながる。
スヴァーリン
30歳くらい。ヴォルー坑の機械夫。ロシア人。アヴァンタージュ軒の二階に住む。トゥーラ県のある貴族の末子で、医学を修業していたことがある。無政府主義者。

## 日本語訳
- 『ジェルミナール』 安士正夫訳、岩波文庫 全3巻、復刊2016年

- 『ジェルミナール』 河内清訳、中央公論社 世界の文学23、1964年初版 - 原書の挿絵を収録
  - 中公文庫 全2巻、1994年初版

- 『ジェルミナール』 小田光雄訳、論創社「ルーゴン・マッカール叢書」、2009年 - 原書の挿絵を収録

## 評価

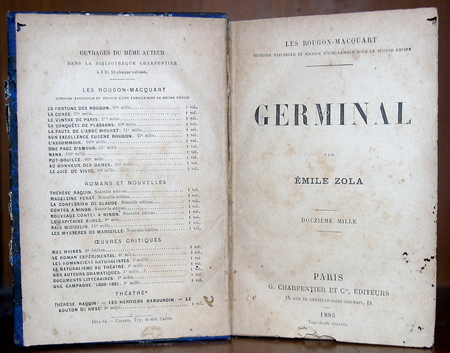
ドイツ語版（1885年）の表題ページ。

ゾラの存命中に、この小説は彼の揺るぎない傑作として知られるようになった。ゾラの葬式では、労働者が集まり、葬列に向かって「ジェルミナール！　ジェルミナール！」と叫ぶ声が上がった。それ以来、本書は労働者階級の信念を象徴する作品となり、フランスの炭坑街では特別な作品として語り継がれている。
ゾラ自身も本作品に対して誇りを持っており、誇張だという保守派からの非難や、逆に労働者階級への中傷だという社会主義者からの非難に対して、熱心に反論した。ゾラは、1884年の北フランスの炭坑街を訪れ、徹底した取材に基いて本書を書いた。ストライキが起きた後のアンザンに行ったり、ドゥナンの坑道に実際に降りた体験により、生々しい描写を行っている。
現在、フランス国内で、また世界的にも、ゾラの作品の中で最もよく売れている。

## 映像化
本作品は何度も映像化されており、主なものは次のとおりである。
- 映画「ジェルミナル」（1963年）：イヴ・アレグレ監督
- BBCによるシリーズ（1970年）
- 映画「ジェルミナル」（1993年）：クロード・ベリ監督